# Dransfeld
Dransfeld − miasto w Niemczech, w kraju związkowym Dolna Saksonia, w powiecie Getynga, siedziba gminy zbiorowej Dransfeld.

## Współpraca

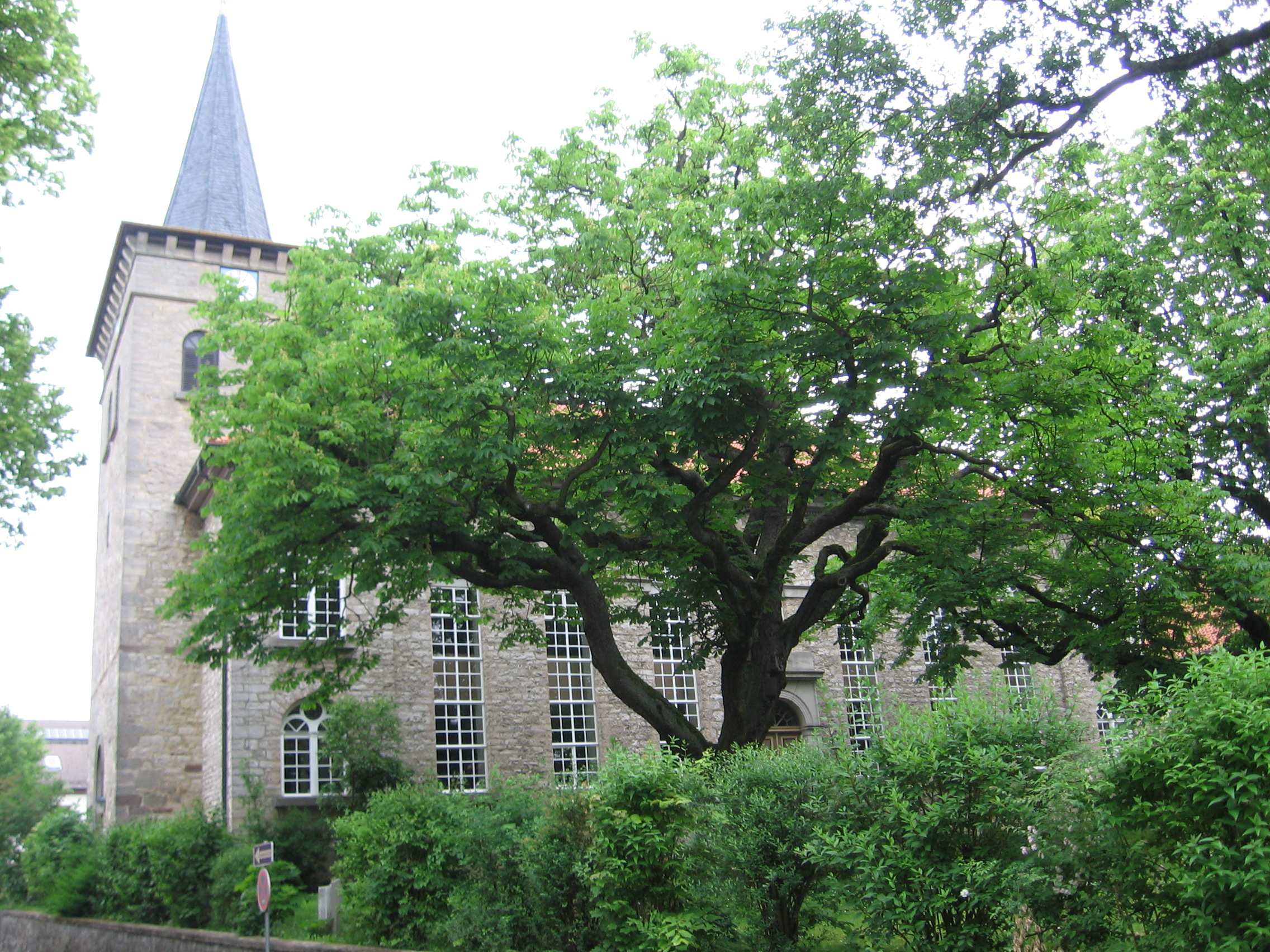
Kościół św. Marcina w Dransfeld

Miejscowości partnerskie:
- Descartes, Francja
- Rácalmás, Węgry
- Rothenburg/O.L., Saksonia